# トーマス・シャーフ
トーマス・シャーフ（Thomas Schaaf、1961年4月30日 - ）は、ドイツ・マンハイム出身の元サッカー選手、サッカー指導者。

## 経歴

### 選手歴
1972年にヴェルダー・ブレーメンに入団して以来、同クラブ一筋で17年間プレーした。1978年にトップチームに昇格し、1995年まで長年に渡り選手として活躍した。引退までに281試合に出場し、14得点を挙げた。

### 指導歴
指導者としては、プレイングマネージャーとして、ヴェルダー・ブレーメンのユース監督を8年間、選手引退後はリザーブであるヴェルダー・ブレーメンIIの監督を4年間指導した。1999年にトップチームの監督に昇格し、就任直後にDFBポカールを制覇。2003-04シーズンはリーグ優勝するなど、複数のタイトルを獲得している。2013年に勇退し、14年間指揮を執った。
2014年7月、アイントラハト・フランクフルトの監督に就任。リーグ9位の成績で終わるが、フロントと対立し、辞任を表明した。
翌2015年末、成績不振だったハノーファー96の監督に途中就任。しかしチームを立て直せず、翌年4月、シーズン終了を待たずに解任された。
2018年7月、ヴェルダー・ブレーメンのテクニカルディレクターに就任。

## エピソード
2014年11月、東京スポーツ・レクリエーション専門学校と顧問契約を結び来日。講演や指導研修会を実施した。

## 監督成績
2021年5月16日現在
| クラブ                         | 国         | 就任           | 退任          | 記録 | 記録 | 記録 | 記録 | 記録  | 記録  | 記録 | 記録   |
| クラブ                         | 国         | 就任           | 退任          | 試   | 勝   | 分   | 敗   | 得    | 失    | 差   | 勝率   |
| ------------------------------ | ---------- | -------------- | ------------- | ---- | ---- | ---- | ---- | ----- | ----- | ---- | ------ |
| ヴェルダー・ブレーメンII       | ドイツの旗 | 1995年7月1日   | 1999年5月9日  | 137  | 64   | 30   | 43   | 277   | 187   | +90  | 046.72 |
| ヴェルダー・ブレーメン         | ドイツの旗 | 1999年5月10日  | 2013年5月15日 | 645  | 308  | 138  | 199  | 1,218 | 903   | +315 | 047.75 |
| アイントラハト・フランクフルト | ドイツの旗 | 2014年5月21日  | 2015年5月26日 | 36   | 12   | 10   | 14   | 59    | 64    | −5   | 033.33 |
| ハノーファー96                 | ドイツの旗 | 2015年12月28日 | 2016年4月3日  | 11   | 1    | 0    | 10   | 4     | 23    | −19  | 009.09 |
| ヴェルダー・ブレーメン         | ドイツの旗 | 2021年5月16日  | 2021年6月30日 | 1    | 0    | 0    | 1    | 2     | 4     | −2   | 000.00 |
| 合計                           | 合計       | 合計           | 合計          | 830  | 385  | 178  | 267  | 1,560 | 1,181 | +379 | 046.39 |

## 獲得タイトル

### 選手時代
ヴェルダー・ブレーメン
- ブンデスリーガ：2回（1987-88、1992-93）
- ブンデスリーガ2部：1回（1980-81）
- DFBポカール：2回（1990-91、1993-94）
- DFBスーパーカップ：3回（1988、1993、1994）
- UEFAカップウィナーズカップ：1回（1991-92）

### 監督時代
ヴェルダー・ブレーメン
- ブンデスリーガ：1回（2003-04）
- DFBポカール：3回（1998-99、2003-04、2008-09）
- DFBリーガポカール：1回（2006）
- DFLスーパーカップ：1回（2009）

個人
- ドイツ年間最優秀監督：1回（2004）